# Amina Bouroyen

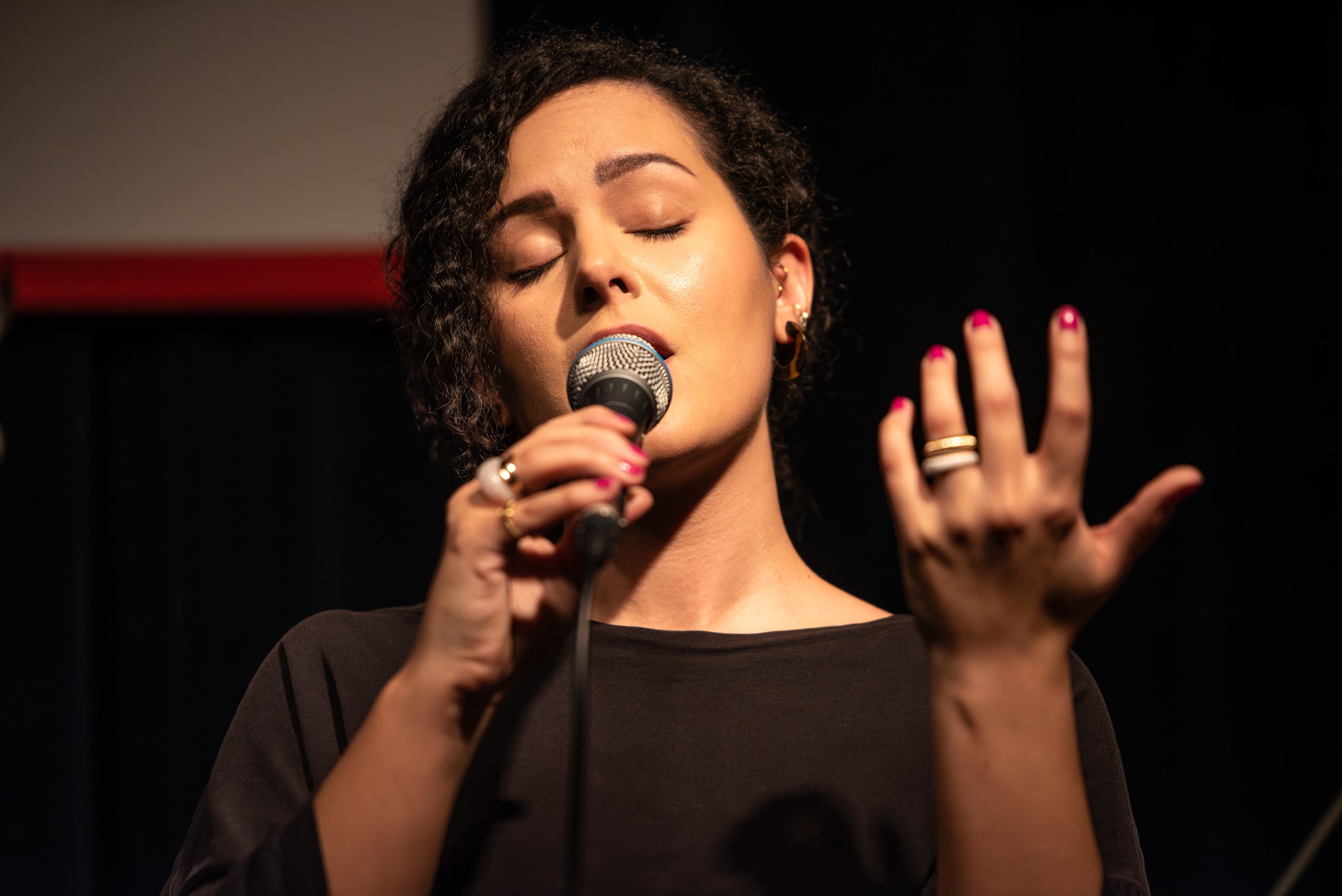
Amina Bouroyen, 2024

Amina Bouroyen (* 1994 in Gmünd) ist eine österreichische Jazzsängerin. 

## Leben und Wirken
Amina Bouroyen wuchs in Gmünd/Niederösterreich auf und erhielt ab dem sechsten Lebensjahr eine musikalische Grundausbildung. Mit 14 Jahren erhielt sie den ersten Gesangsunterricht. Mit 18 Jahren zog sie nach Wien, wo sie Jazzgesang an der Musik und Kunst Privatuniversität der Stadt Wien studierte und 2016 mit Auszeichnung abschloss. Ab 2020 absolvierte sie ein Masterstudium am selben Institut. 
Gemeinsam mit den Sängerinnen Anna Anderluh, Anna Laszlo und Verena Loipetsberger singt sie in der a-capella-Gruppe HALS, die in Zusammenarbeit mit dem Komponisten Josef Wagner 2024 eine EP mit dem Titel Little Secrets veröffentlichte. 
2021 gründete sie gemeinsam mit dem E-Bassisten Robin Gadermaier und dem Saxophonisten Robert Unterköfler das Trio slowklang, das im November 2024 bei JazzWerkstatt Records mit Mindscapes ein erstes Album veröffentlichte und dieses beim Kick Jazz Festival im Wiener Porgy & Bess präsentierte.
Außerdem ist sie Sängerin der Vienna Composers Big Band unter der Leitung von Jonas Friesel und Jordi Roviró und singt in Jordi Rovirós Septett, dem zudem Katarina Kochetova, Yvonne Moriel, Stefan Eitzenberger, Anna Reisigl und Gaj Bostič angehören.

## Preise und Auszeichnungen
2025 gewann sie mit HALS beim Ensemble Contest des Tampere Vocal Music Festivals in der Kategorie "Amplified Ensembles". 2024 wurde sie mit ihrem Trio slowklang von einer Fachjury für das Förderprogramm The New Austrian Sound of Music (NASOM) des Austrian Music Export und Bundesministeriums für Europäische und Internationale Angelegenheiten im Genre Jazz ausgewählt, um österreichisches Musikschaffen international zu präsentieren.
2009 war sie unter den Preisträgerinnen der MM-Jazznachwuchsförderung.

## Diskographie
- HALS: free fall a cappella (Session Work Records, 2025)
- Vienna Composers Big Band: Dry Sunflower (feat. Jordi Roviró, Lorenz Widauer & Amina Bouroyen) (Single, 2025)
- slowklang (Amina Bouroyen, Robin Gadermaier, Robert Unterköfler): Mindscapes (JazzWerkstatt Records, 2024)

- HALS (Anna Anderluh, Anna Laszlo, Verena Loipetsberger, Amina Bouroyen): Little Secrets (music of Josef Wagner, EP, self release, 2024)